# Agrárminisztérium
Az Agrárminisztérium (korábban Földművelésügyi Minisztérium) a magyar kormányzati rendszerben a földügyekért felelős minisztérium neve. Elnevezése az idők folyamán többször változott. Élén az agrárminiszter áll.

## Története
A földmivelésügyi miniszter a magyar felelős minisztérium (mai szóhasználattal: kormány) egyik tagja volt a 19. század második felében. Állását és felelősségi viszonyait az 1848. évi III. törvény szabályozta. 1889-ig a földmivelésügyi miniszter egyúttal az ipar és kereskedelem ügyének is minisztere volt, ebben az évben azonban a korábbi Földmivelés-Ipar-Kereskedelmi, továbbá a volt Közmunka és Közlekedési Minisztérium helyett létrejött a Földmivelési és a Kereskedelmi Minisztérium a Parlament döntése alapján. A szorosan vett őstermelés nem a földmivelésügyi miniszter alá tartozott, hanem a pénzügyminiszterhez. Az 1885. évi XXIII. törvény alapján viszont az őstermelési érdekek kivételével a földmivelési tárcához tartoztak a vízhasznosítási és vízrendezési ügyek.
A Földművelésügyi Minisztérium ezen a néven és nagyjából a mai feladatköreivel először a Tisza Kálmán-kormány alatt alakult a korábbi Földművelés-, Ipar- és Kereskedelemügyi Minisztériumból, 1889. június 15-én. A tárca neve 1967. április 14-től  Mezőgazdasági és Élelmezésügyi Minisztériumra változott. Ekkor a vezetőit is röviden mezőgazdasági miniszternek nevezték.
A rendszerváltást követően 1990 májusában ismét megszületett a Földművelésügyi Minisztérium. 1998-ban, az első Orbán-kormánytól Földművelésügyi és Vidékfejlesztési Minisztérium néven létezett. 2010-től a második Orbán-kormány alatt Vidékfejlesztési Minisztérium, 2014-től a harmadik Orbán-kormány alatt ismét Földművelésügyi Minisztérium néven működött. 2018-tól a negyedik Orbán-kormánytól Agrárminisztérium néven működik.

## Székháza
Székháza Budapest V. kerületében a Kossuth Lajos tér 11. sz. alatt található. Az eklektikus épületet, amely 1885 és 1887 között épült,  Bukovics Gyula tervezte.
Az épület kiemelt védettségi szintjét a kormány 2021-ben csökkentette, ezt követően 2024-ben a hátsó részének jelentős darabját lebontották.

## Hatásköre
Az agrárminiszter a Kormány
- 1. agrárpolitikáért,
- 2. élelmiszerlánc-felügyeletért,
- 3. élelmiszeriparért,
- 4. erdőgazdálkodásért,
- 5. földügyért,
- 6. halgazdálkodásért,
- 7. ingatlan-nyilvántartásért,
- 8. környezetvédelemért,
- 9. természetvédelemért,
- 10. térképészetért,
- 11. vadgazdálkodásért

felelős tagja.